# لوران، مصر
لوران (به عربی: لوران) یک محله در مصر است.